# Lipiny (gromada w powiecie dębickim)
Lipiny – dawna gromada, czyli najmniejsza jednostka podziału terytorialnego Polskiej Rzeczypospolitej Ludowej w latach 1954–1972.
Gromady, z gromadzkimi radami narodowymi (GRN) jako organami władzy najniższego stopnia na wsi, funkcjonowały od reformy reorganizującej administrację wiejską przeprowadzonej jesienią 1954 do momentu ich zniesienia z dniem 1 stycznia 1973, tym samym wypierając organizację gminną w latach 1954–1972.
Gromadę Lipiny z siedzibą GRN w Lipinach utworzono – jako jedną z 8759 gromad na obszarze Polski – w powiecie dębickim w woj. rzeszowskim na mocy uchwały nr 19/54 WRN w Rzeszowie z dnia 5 października 1954. W skład jednostki wszedł obszar dotychczasowej gromady Lipiny oraz przysiółek "Wygoda" z dotychczasowej gromady Łęki Dolne ze zniesionej gminy Pilzno, a także obszar dotychczasowej gromady Chotowa ze zniesionej gminy Czarna ad Tarnów – w tymże powiecie. Dla gromady ustalono 13 członków gromadzkiej rady narodowej.
31 grudnia 1961 gromadę zniesiono, włączając jej obszar do gromad Czarna (wieś Chotowa) i nowo utworzonej Pilzno (wieś Lipiny) w tymże powiecie.